# Царевичен смок
Царевичен смок (Pantherophis guttatus) е вид змия, срещащ се в САЩ.

## Произход
Царевичният смок е широко разпространен в природата на Северна Америка, където обитава низините. Наречен е така, защото когато гризачите нападали царевичните полета, той идвал и изяждал гризачите за прехрана.

## Характеристики
Царевичният смок, още известен като царевична змия, е широко разпространен. Тази неотровна змия лесно се поддава на опитомяване и има сравнително благ нрав. Типичната окраска на вида е тъмнооранжева с очертани с черна ивица червени петна по гърба и черно-бял корем. Обичайната дължина на царевичния смок е около 80 – 90 см, но може да достигне и 150 см. Оптималната температура, на която живее, е в границите между 25 и 30 °C през лятото и около 20 °C през зимата. За малките е необходима малко по-висока температура (27 – 32 °C). Поддържането на достатъчно висока температура е важно за доброто храносмилане на змията.

## Храна
Менюто зависи от възрастта и големината на индивида. Царевичният смок яде мишки, плъхове, гущери и малки птички. Новоизлюпените змии от този вид се хранят с 1 – 2 новородени мишлета на седмица. Новоизлюпените могат да приемат и повече от 2 мишлета на седмица, но това е прекалено много храна за тях и може да доведе до проблеми по-късно. Големината на мишлетата расте пропорционално на ръста на змията, колкото по-голяма става тя, толкова по големи стават мишлетата, с които се храни.